# Pawel Barkowskiý
Pawel Barkowskiý (* 28. September 1994) ist ein turkmenischer Eishockeyspieler, der seit 2014 beim HK Galkan in der turkmenischen Eishockeyliga spielt.

## Karriere
Pawel Barkowskiý spielte zunächst beim HK Merdana und beim HK Schir. 2014 wechselte er zum HK Galkan, den Klub des Innenministeriums aus der turkmenischen Hauptstadt Aşgabat. Bei dem Klub spielt er bis heute in der turkmenischen Eishockeyliga und wurde 2015, 2016, 2017, 2018 und 2019 mit dem Klub turkmenischer Meister.

### International
Für Turkmenistan nahm Barkowskiý erstmals an den Winter-Asienspielen 2017 im japanischen Sapporo teil. Durch einen 7:3-Finalsieg gegen Kirgistan konnte die Mannschaft die Division II des Turniers gewinnen und damit insgesamt den elften Platz unter 18 Nationen erreichen. Bei der Weltmeisterschaft 2018 nahm er an der Qualifikation zur Division III teil und trug mit den meisten Torvorlagen und als zweitbester Scorer nach seinem Landsmann Ahmet Gurbanow maßgeblich zum Sieg der Turkmenen bei. Nach dem Sieg dort spielte er bei der Weltmeisterschaft 2019 in der Division III. Auch bei den Weltmeisterschaften 2022, 2023, als er zweitbester Vorbereiter (gemeinsam mit den Taiwanern Shen Yen-lin und Lin Hung-ju nach dem Thailänder Ken Kindborn) war, 2024 und 2025 spielte er in der Division III.

## Erfolge und Auszeichnungen
| - 2015 Turkmenischer Meister mit dem HK Galkan - 2016 Turkmenischer Meister mit dem HK Galkan - 2017 Turkmenischer Meister mit dem HK Galkan | - 2018 Turkmenischer Meister mit dem HK Galkan - 2019 Turkmenischer Meister mit dem HK Galkan |

### International
- 2018 Qualifikation für die Division III bei der Qualifikation zur Weltmeisterschaft der Division III
- 2018 Bester Vorlagengeber bei der Qualifikation zur Weltmeisterschaft der Division III